# Света Параскева (Плевен)
Вижте пояснителната страница за други значения на Света Параскева.
„Света Параскева“ е православна църква в град Плевен, България. Храмът е част от Плевенската епархия на Българската православна църква.

## Местоположение
Храмът е разположен на улица „Света Параскева“ № 1 в центъра на града.

## История
В 1850 година в Маньова махала е построена малка църква, плетен градеж и вар, нарчана Плетеницата. Църквата се разрушава и църковното настоятелство, начело с Янаки Бенов, чрез търговеца Георги Тъпчилещов издейства султански ферман за обновяването на храма.
Строежът на новата църква започва на 4 май 1870 година и завършва през есента на 1872 година. Осветена е от екзарх Антим I Български на Игнажден в 1872 година.

## Описание
В архитектурно отношение храмът е трикорабна базилика с притвор на запад и две странични помещения, наос със солей. Каменните колони на храма са били част от манастирска църква разположена край селата Славовица и Оряховица, разрушена по Кърджалийското време. Двата странични кораба са посветени на свети архидякон Стефан и на българските просветители св. св. Кирил и Методий. Стенописите в храма са дело на Господин Сербезов. В 1903 година видният дебърски майстор Данаил Несторов изписва иконостасните икони, както и иконата на владишкия трон.